# Ján Ambruš
Ján Ambruš, né le 19 mai 1899 à Gorna Mitropolja (Bulgarie) et mort le 20 janvier 1994 à Chicago (Illinois), aux États-Unis, était un aviateur tchécoslovaque.